# المسيحية في السودان
انتشرت المسيحية في السودان منذ القرن الثالث الميلادي، وبحلول نهاية القرن السادس تحولت الممالك النوبية الثلاثة وهي نوباتيا والمقرة وعلوة إلى المسيحية، وبدأت الممالك المسيحية النوبية في التراجع منذ القرن الثاني عشر. واعتنقت الممالك المسيحية النوبية المسيحية على مذهب اللا خلقيدونية. وبدأ الأقباط في الانتقال إلى السودان في القرن السادس الميلادي هربًا من الاضطهاد في مصر. وكان لانهيار الدول المسيحية النوبية دوراً بارزاً في انهيار المؤسسات المسيحية. ومع ذلك، فإن الإيمان المسيحي استمر في الوجود في منطقة النوبة، على الرغم من تراجعه التدريجي. وبحلول القرن السادس عشر، كانت أجزاء كبيرة من سكان النوبة لا تزال مسيحية.
بلغت الهجرة القبطية من مصر إلى السودان ذروتها في أوائل القرن التاسع عشر، وتوقف الإستقبال المتسامح نسبياً والذي تلقوه في السودان بسبب عقد من الاضطهادات في ظل الدولة المهدية في نهاية ذلك القرن. في ظل الثورة المهدية (1881-1898) اضطر الكثير من الأقباط اعتناق الإسلام قسراً حيث لم يكن لديهم حل سوى اعتناق الإسلام أو الهجرة أو الموت. وأتاح الغزو الأنكلو-مصري في عام 1898 للمسيحيين عموماً والأقباط خصوصاً حرية دينية واقتصادية أكبر، وعمل الأقباط كحرفيين وتجار وعلموا في مجال البنوك والهندسة والطب والخدمة المدنية.
دفعت عودة الإسلام المتشدد في منتصف عقد 1960 والمطالب اللاحقة للمتشددين في دستور إسلامي، الأقباط إلى الانضمام إلى معارضة شعبية للحكم الديني. وتعرّض المسيحيون في السودان لاضطهادات في ظل الأنظمة العسكرية المختلفة. منها عندما أعلن الرئيس السوداني السابق جعفر النميري تطبيق قوانين الشريعة الإسلامية عام 1983، وخلال حقبة عمر البشير، إذ نمت الاضطهادات الموجهة ضد المسيحيين خصوصًا بعد عام 1985، حيث تم قتل القساوسة وقادة الكنيسة، وتدمير القرى المسيحية، وكذلك الكنائس والمستشفيات والمدارس المسيحية، وتم تفجير عدد من الكنائس خلال قداديس يوم الأحد. ومع اندلاع الحرب الأهلية السودانية الثانية في عقد 1990، قامت حكومة عمر البشير بحملات من الاضطهاد الديني في الجنوب. ورغم تعرض الأقباط وغيرهم من الجماعات المسيحية الراسخة في الشمال للتمييز، إلا أن وضعها كان أفضل حالاً من الجنوب.
بعد انفصال جنوب السودان ذو الغالبية المسيحية في عام 2011 انخفضت نسبة وعدد المسيحيين في السودان، وأصحبت نسبة المسيحيين في السودان تتراوح بين حوالي 1.5% من السكان بحسب كتاب حقائق العالم. إلى حوالي 5.4% أو 1.4 مليون نسمة حسب دراسة مركز بيو للأبحاث عام 2012.

## تاريخ

### العصور المبكرة

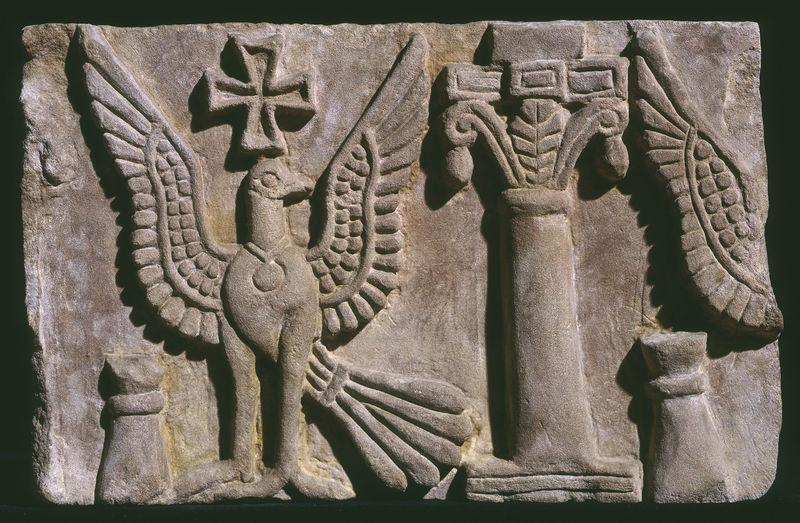
تفاصيل في كاتدارئية فاراس.

في حوالي عام 350 م، غزت مملكة أكسوم النوبة، وانهارت مملكة كوش. في النهاية، حلّت مكانها ثلاث ممالك مسيحية صغيرة: أقصى الشمال كانت نوباتيا والذي إمتدت حدودها بين الشلال الأول والثاني لنهر النيل، وكانت عاصمتها في باتشوراس (فاراس الحديثة)؛ وفي الوسط كانت مملكة المقرة، وعاصمتها دنقلا العجوز، وامتدت مملكة المقرة بمحاذاة نهر النيل من الشلال الثالث حتى الشلال الخامس أو السادس، وسيطرت على طرق التجارة والمناجم والواحات غرباً وشرقاً. وفي أقصى الجنوب ظهرت مملكة علوة، وكانت عاصمتها في سوبا (بالقرب من الخرطوم). وكما تؤكد الأدلة الكتابية والأثرية، كانت المسيحية موجودة بالفعل بين أجزاء من المجتمع في نوباتيا حتى قبل التحول الرسمي عام 543. وربما تكون النخبة النوبية قد بدأت التفكير في التحول إلى المسيحية خلال عقد 530، بالتوازي مع وقت إغلاق معبد إيزيس. وبدأت المسيحية في الانتشار عبر نوباتيا على مستويات مختلفة وبسرعات مختلفة. وكانت المدن على سبيل المثال سريعة في تبني الديانة الجديدة، بينما لم يتم إنجاز عملية التنصير في القرى حتى القرن السابع إلى القرن التاسع. إلى الجنوب من إعتام الواقعة على الشلال الثاني لنهر النيل، يبدو أن المسيحية بدأت في الانتشار في وقت متأخر بالمقارنة مع الشمال، وربما بدأت المسيحية في الانتشار منذ أواخر القرن السادس أو أوائل القرن السابع.
تشير السجلات إلى قيام الأسقف أثناسيوس في الإسكندرية بتكريس ماركوس أسقفًا في الفيله قبل وفاته عام 373، مما يدل على أن المسيحية قد اخترقت المنطقة بحلول القرن الرابع، ويسجل يوحنا الأفسسي أنَّ رجل من مذهب المونوفيزية يُدعى جوليان تحول إلى المسيحية على يده كل من الملك ونبلاء نوباتيا في عام حوالي 545، ويكتب يوحنا الأفسسي أيضًا أن مملكة علوة قد تم تحولت إلى المسيحية في حوالي عام 569. ومع ذلك، يسجل يوحنا بيكلارو أن مملكة مملكة المقرة قد تحولت إلى الكاثوليكية في العام نفسه، مما يشير إلى أن يوحنا الأفسسي قد يكون مخطئًا. يُلقى مزيد من الشك على شهادة يوحنا الأفسسي في سجل سعيد بن البطريق، والذي ينص على أنه في عام 719 نقلت كنيسة النوبة ولاءها من الخلفيدونية إلى الكنيسة القبطية الأرثوذكسية.

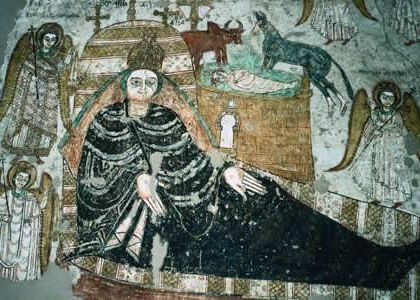
جداريّة تصور ميلاد يسوع في النوبة.

ورد ذكر سوبا باعتبارها عاصمة لمملكة علوة المسيحية وهي مملكة نوبية قامت في العصور الوسطى ضمن الممالك النوبية الثلاث التي قامت بعد سقوط مروي عاصمة مملكة كوش النوبية، وهي الآن المنطقة الجنوبية للخرطوم في كتب عدد من الرحالة العرب والمسلمين، كتب عنها ابن سليم الأسواني في القرن العاشر الميلادي وقال إن «المسافة ما بين دنقلة إلى أول بلد علوة، أكثر مما بينها وأسوان. وفي ذلك من القرى والضياع والجزائر والمواشي والنخل والشجر والمقل الزرع والكرم، أضعاف ما في الجانب الذي يلي أرض الإسلام.. ومتملك علوة أكثر مالاً من متملك المقرة وأعظم جيشاً، وعنده من الخيل ما ليس عند المقرى، وبلده أخصب وأوسع»، أما أبو صالح الأرمني فقد ذكر عن سوبا بأن «بها جيش ومملكة عظيمة جداً وأعمال متسعة، وبها أربعمائة كنيسة. وهذه المدينة في شرقي الجزيرة الكبيرة بين البحرين الأبيض والأخضر، وجميع من بها نصارى يعاقبة، حولها ديارات متباعدة من البحر، ومنها ما هو على البحر، وبها كنيسة عظيمة جداً متسعة محكمة الوضع والبناء»  هذه الكتابات تدل على أن منطقة الخرطوم كانت منطقة حضارة مزدهرة إبان العصر المسيحي في السودان، وقبل تخريبها من قبل جحافل الفونج حتى أصبح «خراب سوبا» مضرب أمثال شعبية في السودان، وتم إعلان قيام سلطنة سنار الإسلامية على أنقاضها وأنقاض مملكة المقرة. في القرن الرابع ميلادي، سجل التاريخ أول دخول للأقباط إلى السودان، حيث انتشرت الكنيسة القبطية الأرثوذكسية في دولة النوبة شمالاً. وقد شملت ولاية بطريرك الإسكندرية كلاً من مصر والسودان والحبشة وليبيا. وتم تقسيم كنيسة مملكة المقرة إلى سبعة أساقفيات: كلابشة، وقبطا، وقصر إبريم، وفراس، وساي، ودنقلا العجوز، وسونكور. وعلى خلاف إثيوبيا، يبدو أنه لم يتم إنشاء كنيسة وطنية وأن جميع الأساقفة السبعة قد تم تعيينهم من قبل بطريرك الإسكندرية القبطي بشكل مباشر. تم تعيين الأساقفة من قبل البطريرك، وليس الملك، على الرغم من أنه يبدو أنهم كانوا من النوبيين المحليين أكثر من المصريين. وعلى عكس مصر، لا يوجد الكثير من الأدلة على الرهبنة في مملكة المقرة. ووفقًا لآدمز، هناك ثلاثة مواقع أثرية فقط هي بالتأكيد رهبانية. الثلاثة صغيرة إلى حد ما وقبطية إلى حد ما، مما يؤدي إلى احتمال قيام اللاجئين المصريين بتأسيسها بدلاً من السكان الأصليين. ومنذ القرن العاشر إلى القرن الحادي عشر كان لدى النوبيون ديرهم الخاص في وادي النطرون المصري.
في عهد الملك ميركوريوس، والذي عاش في أواخر القرن السابع وبداية القرن الثامن والذي تشير إليه السيرة القبطية ليوحنا الشماس بإعجاب باسم «قسطنطين الجديد»، يبدو أن الدولة قد أعيد تنظيمها وأصبحت مسيحية على العقيدة الميافيزية. وربما أسس أيضًا دير الغزالي الضخم في وادي أبو دوم.  وتخلى زكريا، ابن ميركوريوس وخليفته، عن مطالبته بالعرش وذهب إلى الدير، لكنه احتفظ بالحق في إعلان خليفة له. خلال بضع سنوات كان هناك ثلاثة ملوك مختلفين، وعدة غارات إسلامية حتى ما قبل 747، وتم الإستيلاء على العرش من قبل كيرياكوس. وفي تلك السنة، كما يدعي يوحنا الشماس، قام حاكم مصر الأموي بسجن البطريرك القبطي، مما أدى إلى غزو من قبل مملكة المقرة وحصار الفسطاط، العاصمة المصرية آنذاك، وبعد ذلك تم إطلاق سراح البطريرك. تمت الإشارة إلى هذه الأحداث باسم «الدعاية المصرية المسيحية»، على الرغم من أنه لا يزال من المحتمل أن صعيد مصر خضع لحملة من قبل مملكة المقرة، وربما غارة.  وبعد ثلاث سنوات، في عام 750، فر أبناء مروان بن محمد، الخليفة الأموي الأخير، إلى النوبة وطلبوا من كيرياكوس اللجوء، ولكن دون جدوى. واستقر اللاجئون الأقباط الفارين من الاضطهاد الإسلامي في مملكة المقرة، بينما كان الكهنة والأساقفة النوبيون يدرسون في الأديرة المصرية.

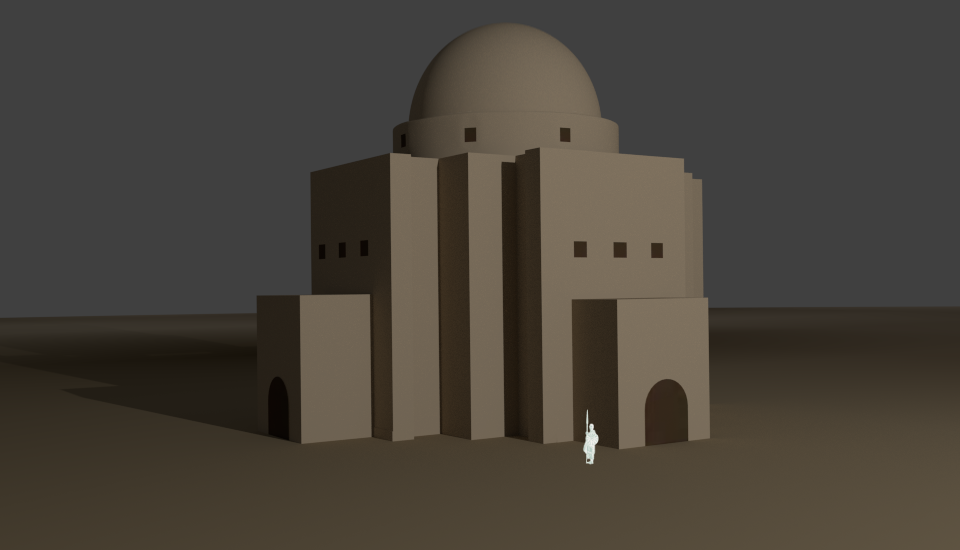
رسم تصويري يعيد بناء "الكنيسة الصليبية" في القرن التاسع في دنقلا.

وصلت مملكة المقرة إلى ذرورتها بين القرنين التاسع والحادي عشر. وكان المجتمع النوبي المسيحي يتبع القرابة من خلال خط الإناث. وتمتعت النساء بمكانة اجتماعية عالية. وأعطى التعاقب الأمومي لكل من الملكة الأم وأخت الملك الحالي أهمية سياسية كبير. وكانت ثقافة النظافة الشخصية شائعة بشكل كبير، ويُعتقد أن المجمع الرهباني في هامبوكول يحتوي على غرفة تعمل كحمام بخار، كما كان دير الغزالي في وادي أبو دوم يضم العديد من الحمامات. في عهد الملك يوانيس في أوائل القرن التاسع، قطعت العلاقات مع مصر وتوقف دفع ضريبة الباقت. عند وفاة يوانيس في عام 835 وصل مبعوث عباسي، مطالبًا بدفع ماكوريان للمبالغ السنوية الـ 14 المفقودة والتهديد بالحرب إذا لم يتم تلبية المطالب. وتم إرسال زاخرياس الثالث «أوغسطس»، الملك الجديد، وابن جورجيوس الأول، وربما لزيادة مكانته، إلى الخليفة في بغداد للتفاوض.أثار سفره الكثير من الاهتمام وبعد أشهر قليلة من وصوله إلى بغداد، تمكن جورجيوس الأول، والذي تم وصفه بأنه مثقف وحسن الخلق، من إقناع الخليفة بإعادة ديون النوبة وتقليص مدفوعات الباقت إلى فترة مدتها 3 سنوات.  وفي عام 836 أو أوائل عام 837 كان قد عاد إلى النوبة. بعد عودته، تم بناء كنيسة جديدة في دنقلا العجوز، الكنيسة الصليبية، والتي بلغ ارتفاعها التقريبي 28 مترًا وأصبحت أكبر مبنى في المملكة بأكملها. كما تم بناء قصر جديد، يسمى قاعة العرش في دنقلا، مما يدل على التأثير البيزنطي القوي.
كان أبو المكارم في القرن الثاني عشر آخر مؤرخ يشير إلى مملكة علوة بالتفصيل. كان لا يزال توصف بأنها مملكة مسيحية كبيرة تضم حوالي 400 كنيسة. قيل أن واحدة منها كانت كبيرة للغاية وشيد البناء في سوبا، وكانت تسمى «كنيسة منبالي». وذُكر ملكين من ملوك مملكة علوة، وهما باسيل وبولس، في رسائل عربية من القرن الثاني عشر من قصر إبريم.

### العصور الوسطى

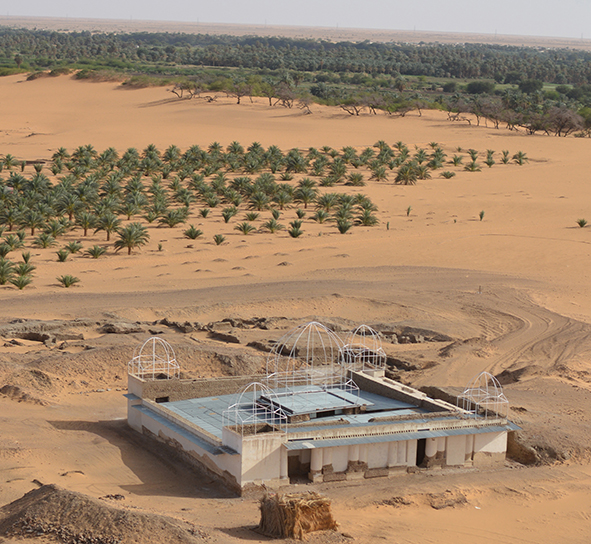
آثار كاتدرائية بانجانارتي.

تشير الأدلة الأثرية إلى زيادة تأثير مملكة المقرة على مملكة علوة في الفن والعمارة من القرن الثامن. وفي الوقت نفسه، فإن الأدلة على الاتصال مع إثيوبيا المسيحية نادرة بشكل مدهش. وكانت هناك حالة استثنائية وهي الوساطة لجورج الثالث ملك مملكة المقرة وبين البطريرك فيلوثيوس وبعض الملوك الإثيوبيين، وربما مع آخر حكام مملكة أكسوم أنبيسا وديم أو خلفه ديل نياد. وسافر الرهبان الإثيوبيين عبر النوبة للوصول إلى القدس، وفي شهادة من كنيسة سونكي تينو تشهد على زيارتها من قبل أبونا الإثيوبي. خلال النصف الثاني من القرن الحادي عشر، شهدت مملكة المقرة إصلاحات ثقافيَّة ودينيَّة كبيرة، يشار إليها باسم «النوبية». وقد قيل إن أول من شجع في حركة الإصلاحات كان جوارجيوس، رئيس أساقفة دنقلا وبالتالي رئيس الكنيسة في مملكة المقرة. ويبدو أنه شاع استخدام اللغة النوبية كلغة مكتوبة لمواجهة التأثير المتزايد للغة العربية في الكنيسة القبطية الأرثوذكسية، ونشر تقديس الحكام والأساقفة القتلى وكذلك القديسين النوبيين الأصليين. وبنيت كنيسة جديدة فريدة من نوعها في بانجانارتي، وربما أصبحت واحدة من أهم الكنائس في المملكة بأكملها.

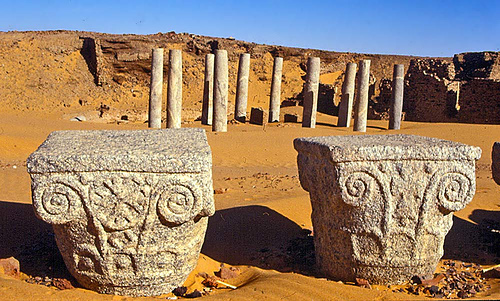
آثار أعمدة كنيسة في دنقلا العجوز.

بفضل الحروب الصليبية، أصبحت أوروبا المسيحية تدرك بشكل متزايد وجود النوبة المسيحية خلال القرنين الثاني عشر والثالث عشر حتى أوائل القرن الرابع عشر، حتى كانت هناك اقتراحات للتحالف مع النوبيين في حملة صليبية أخرى ضد المماليك. وبدأت الشخصيات النوبية أيضاً في الظهور في الأغاني الصليبية الشعبية، والتي عرضتهم لأول مرة كمسلمين ولاحقًا بعد القرن الثاني عشر ومع زيادة المعرفة بالنوبة كمسيحيين. وحدثت اتصالات بين الصليبيين والحجاج الغربيين من جانب والنوبين من جهة أخرى في القدس، حيث تشهد السجلات الأوروبية من القرن الثاني عشر إلى القرن الرابع عشر على وجود مجتمع نوبي، وأيضًا، إن لم يكن في مصر بشكل أساسي، حيث كان يعيش العديد من النوبيين وحيث كان التجار الأوروبيون نشطين للغاية. ربما كان هناك أيضًا مجتمع نوبي في فاماغوستا في مملكة قبرص والتي سيطر عليها الصليبيون. وفي منتصف القرن الرابع عشر زعم الحاج نيكولو دا بوجيبونسي أن النوبيين تعاطفوا مع اللاتين، وبالتالي لم يسمح السلطان المملوكي لللاتينيين بالسفر إلى النوبة لأنه كان يخشى أن يورطوا النوبيين في الحرب، وفي كتاب المعرفة المعاصر لجميع الممالك، ذُكر أن تجار جنوة كانوا موجودين في دنقلا العجوز. وتم العثور في قصر إبريم على نص يمزج على ما يبدو باللغة النوبية مع اللغة الإيطالية بالإضافة إلى ورقة اللعب الكاتالونية.
في منتصف القرن الرابع عشر، وخصوصًا بعد عام 1347، عندما كان النوبة قد دمرها الطاعون. يؤكد علماء الآثار التراجع السريع للحضارة المسيحية النوبية منذ ذلك الحين. نظرًا لكون عدد السكان قليلًا بشكل عام. آخر ملك معروف في مملكة المقرة هو جويل، والذي ورد ذكره في وثيقة من عام 1463 وفي نقش من عام 1484. وربما كان تحت حكم جويل شهدت المملكة نهضة أخيرة وجيزة. وإنهار المملكة بعد وفاة الملك جويل. وخرجت كاتدرائية فرس عن الخدمة بعد القرن الخامس عشر، كما تم التخلي عن قصر إبريم في أواخر القرن الخامس عشر. في عام 1518، كان هناك ذكر أخير لحاكم نوبي، وإن كان من غير المعروف مكان إقامته وإذا كان مسيحيًا أو مسلمًا. لم تكن هناك آثار لمملكة مسيحية مستقلة عندما احتل العثمانيون النوبة السفلى في الستينيات من القرن الخامس عشر.
وظل مصير المسيحية في منطقة النوبة غير معروف إلى حد كبير. كانت مؤسسات الكنيسة قد انهارت مع سقوط مملكة علوة، مما أدى إلى تراجع الإيمان المسيحي وعمليات الأسلمة بدلاً منه. بدأت عمليات الأسلمة من شمال النوبة لتصل إلى الجزيرة. في وقت مبكر من عام 1523، تم ذكر أن الملك عمارة دنقاس، والذي كان في البداية وثنيًا أو مسيحياً إسمياً، على أنه مُسلم. ومع ذلك، في القرن السادس عشر، كانت أجزاء كبيرة من النوبيين لا تزال تعتبر أنفسهم مسيحيين. وهذا ما أكده المسافر الذي زار النوبة حوالي عام 1500، وقال أيضًا أن النوبيين كانوا يفتقرون إلى التعليم المسيحي إلى درجة أنهم ليسوا على دراية بالإيمان المسيحي بشكل جيد. وفي عام 1520 وصل السفراء النوبيون إلى إثيوبيا وطلبوا من الإمبراطور إرسال عدد من الكهنة المسيحيين. وزعموا أنه لم يعد بإمكان القساوسة الوصول إلى النوبة بسبب الحروب بين المسلمين، مما أدى إلى تراجع المسيحية في أرضهم.

### العصور الحديثة

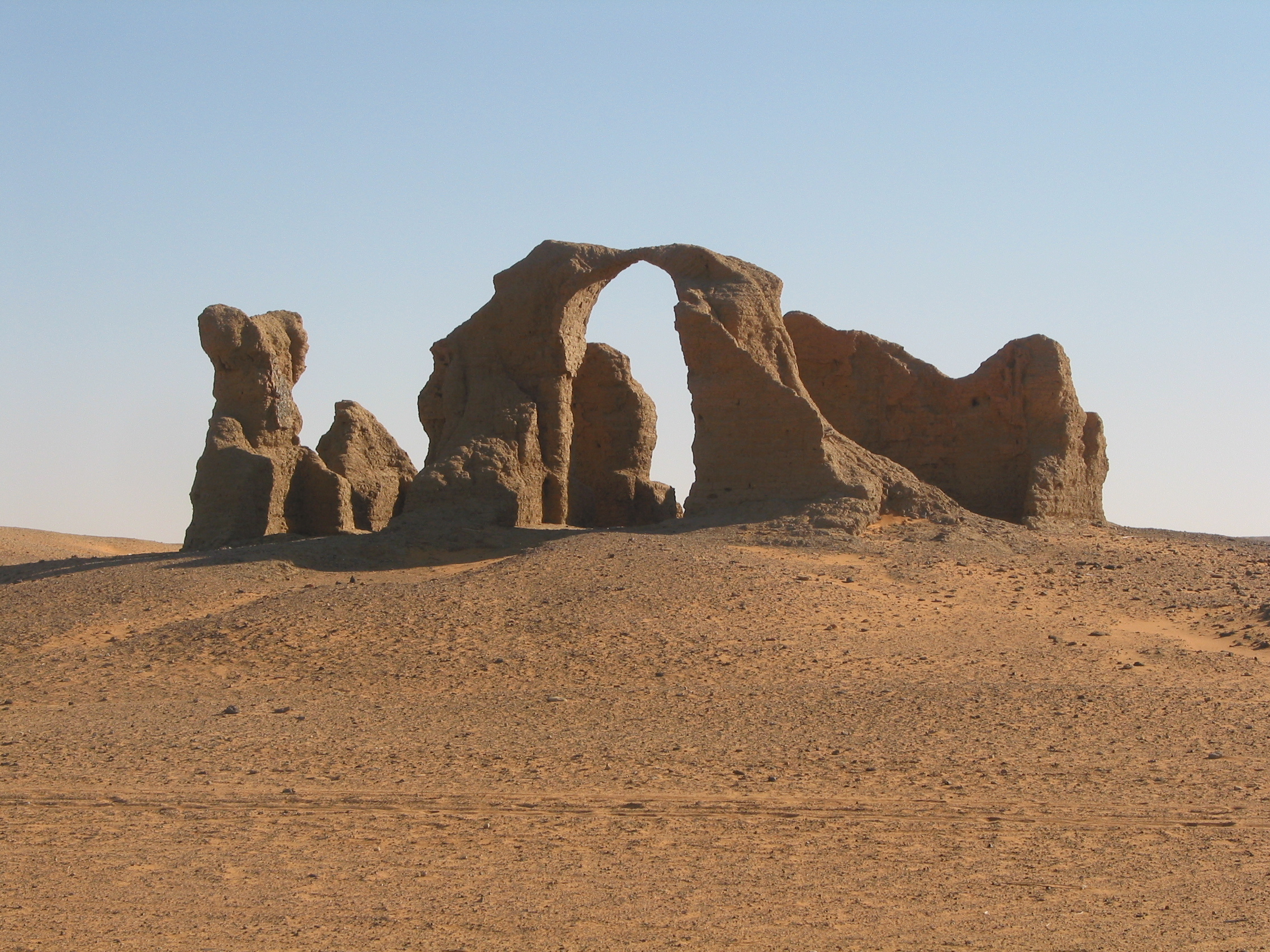
آثار الكنيسة الشمالية في دنقلا العجوز.

من المحتمل أن تكون بعض الممالك الصغيرة التي واصلت تبني الثقافة النوبية المسيحية تطورت في منطقة المقرة السابقة، على سبيل المثال في جزيرة موغرات، شمال أبو حمد. استمر الإيمان المسيحي في الوجود في النوبة، على الرغم من تراجعه التدريجي. بحلول القرن السادس عشر، كانت أجزاء كبيرة من سكان النوبة لا تزال مسيحية. تم تسجيل أن دنقلا، العاصمة السابقة والمركز المسيحي لمملكة المقرة، على أنها تعرضت لحملات أسلمة إلى حد كبير بحلول نهاية القرن السادس عشر، على الرغم من أن رسالة من أحد رهبان الفرنسيسكان على تؤكد وجود مجتمع يعيش جنوب دنقلا ويمارس «المسيحية المنهكة» في أواخر عام 1742. وفقًا لرواية بونسيت في عام 1699، كان رد فعل المسلمين على مقابلة المسيحيين في شوارع سنار من خلال قول الشهادتين. ويبدو أن منطقة فازولي كانت مسيحية على الأقل لجيل واحد بعد فتحها في عام 1685؛ وتم ذكر إمارة مسيحية في المنطقة حتى عام 1773. مملكة صغيرة أخرى كانت مملكة كوكا، ربما تأسست في القرن السابع عشر في المنطقة المحرمة بين الدولة العثمانية في الشمال وسلطنة سنار في الجنوب. كان لتنظيمها وطقوسها تشابه واضح مع تلك الموجودة في العصر المسيحي. في النهاية كان الملوك أنفسهم مسيحيين حتى القرن الثامن عشر. وظل شعب التيجر في شمال غرب إريتريا، والذين كانوا جزءًا من اتحاد بني عامر، مسيحيين حتى القرن التاسع عشر. الطقوس نابعة من التقاليد المسيحية تفوقت على التحول إلى الإسلام، وكانت لا تزال تمارس حتى أواخر القرن العشرين.

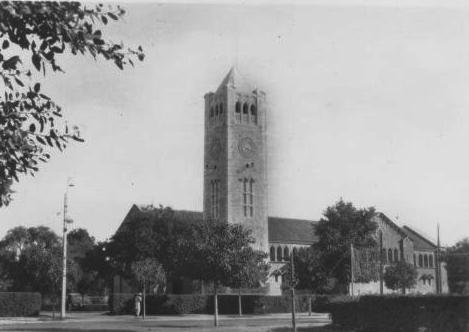
صورة تاريخيَّة لكنيسة القديسين الأنجليكانية في الخرطوم، تعود لعام 1941.

منذ القرن السابع عشر كانت الجماعات المسيحية الأجنبية، ومعظمهم من التجار، حاضرين في سلطنة سنار، بما في ذلك الأقباط والإثيوبيون والإغريق والأرمن والبرتغاليين. وكانت السلطنة أيضًا بمثابة محطة للمسيحيين الإثيوبيين المسافرين إلى مصر والأراضي المقدسة وكذلك المبشرين الأوروبيين المسافرين إلى إثيوبيا.  وعاد الأقباط مرة أخرى بالتواجد في الأراضي السودانيَّة بشكل ملحوظ، مع الاحتلال التركي المصري للبلاد عام 1821 حيث قدموا كموظفين، واستمر منذ ذلك الوقت وجودهم في السودان. عندما بسطت الدولة المهدية نفوذها في ربوع السودان كدولة إسلامية طالبت المسيحيين، ابتداءاً من الأقباط في داخلها وانتهاء بالملكة فيكتوريا ملكة بريطانيا، باعتناق الإسلام. وبينما لم تكترث الملكة فيكتوريا التي بعثها لها عبد الله التعايشي، الا أنَّ أقباط البلاد في ذلك الحين لم يكن لديهم حل سوى الإذعان لرغبة حاكمهم أو الهجرة أو الموت. واضطر الكثير منهم لاعتناق الإسلام صيانة لحياتهم ومصالحهم وتزوج بعضهم من مسلمي المهدية، حيث أجبرت الدولة المهدية الأقباط المحتمين بحي المسالمة على اعتناق الإسلام أو دفع الجزية. وكان مركزهم الرئيسي في مدينة أمدرمان وأُطلق على الحي الذي تمركزوا فيه بحثاً عن الاحتماء بعضهم ببعض بـ«المسالمة».
بعد انهيار الدولة المهدية (1885-1898) أي تزامناً مع بدء الاحتلال الإنكليزي المصري (1898-1955) بدأ تدفق الأقباط للبلاد بأعداد كبيرة، وأدَّى دخول الاحتلال الثنائي الإنجليزي المصري للبلاد في نهاية القرن التاسع عشر إلى جعل أقباط السودان يتنفسون الصعداء ويعودوا إلى ديانتهم المسيحية الأصلية التي حُرموا منها لسنين عدة. خلال هذه الحقبة أصبح الأقباط من الصفوة المقربة للحاكم في الدوائر الرسميَّة تاركين بصمتهم في الصيرفة والإدارة والتعليم. وأتاح الغزو لأنكلو-مصري في عام 1898 لمسيحيين عموماً والأقباط خصوصاً حرية دينية واقتصادية أكبر، وعمل الأقباط كحرفيين وتجار إلى التجارة والبنوك والهندسة والطب والخدمة المدنية. خلال القرن التاسع عشر، قام المبشرين البريطانيين بنشر المسيحية في جنوب السودان. حدت السلطات الإستعمارية البريطانية النشاط التبشيري في المنطقة الجنوبية المتعددة الأعراق. واستمرت الكنيسة الأنجليكانية في إرسال المبشرين وغيرها من المساعدات الخيرية بعد استقلال البلاد في عام 1956. أدَّت ضيق المساحات الآخر التي تعرض لها الأقباط مع تولي ثورة الإنقاذ للسلطة بالسودان عام 1989 إلى أن تكون أقسى الفترات التي مرت على الأقباط في البلاد حيث هاجر عشرات الآلاف من أبنائها الذين آثروا بيع أملاكهم والرحيل بصمت ليحل بهم الرحال في أنحاء أوروبا الغربية والولايات المتحدة وأستراليا وكندا.

### الأوضاع الحالية

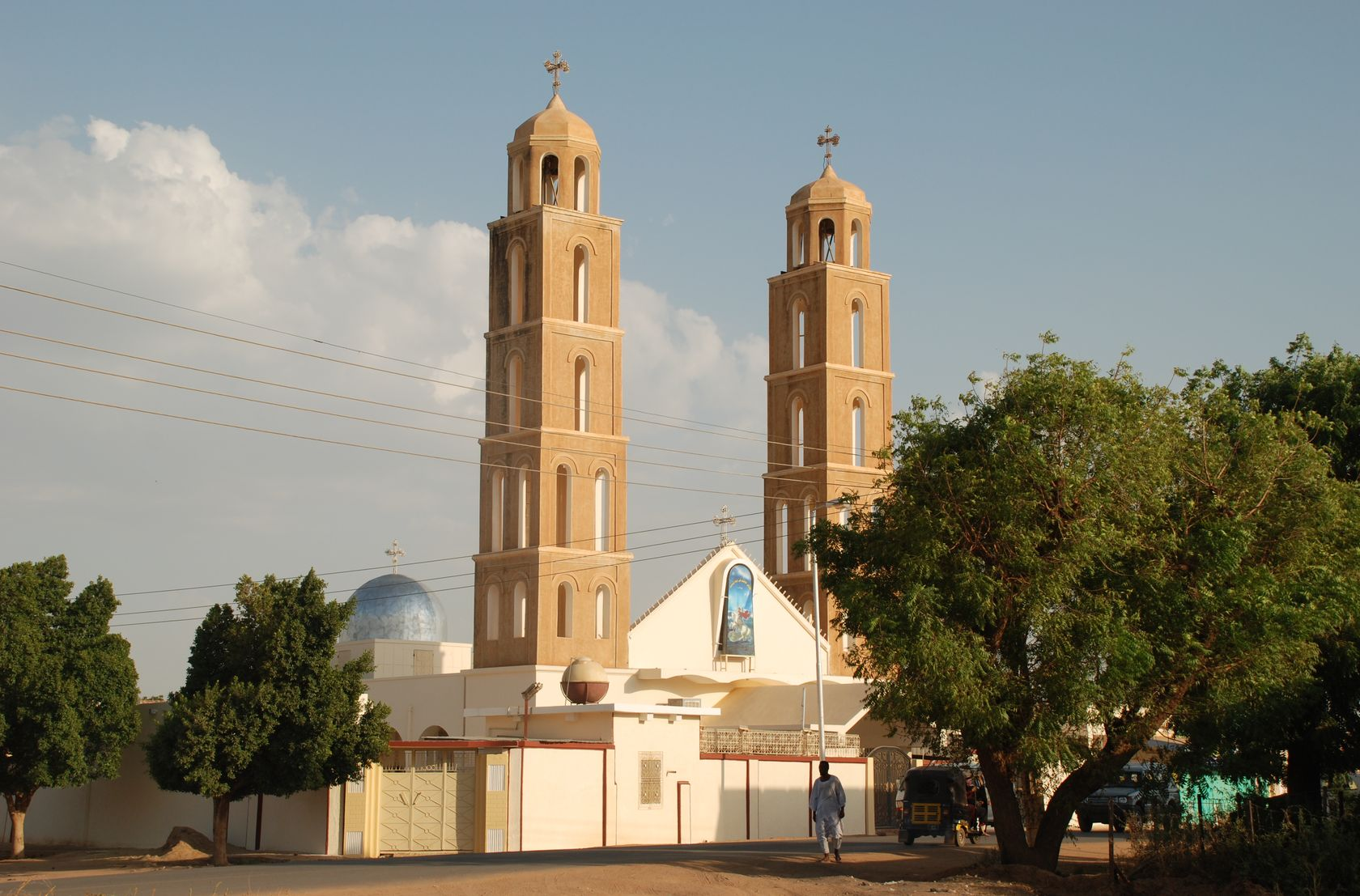
كنيسة مار جرجس القبطية في كوستي.

جعلت الكفاءة القبطية في الأعمال والإدارة إلى وضعهم كأقلية مميزة. ودفعت عودة الإسلام المتشدد في منتصف عقد 1960 والمطالب اللاحقة للمتطرفين إلى دستور إسلامي، الأقباط إلى الانضمام إلى معارضة شعبية للحكم الديني. وتعرض المسيحيين في السودان لاضطهادات في ظل الأنظمة العسكرية المختلفة. ومع وصول العقيد جعفر النميري إلى الحكم عبر ما عرف بانقلاب مايو عام 1969، أعلن في عام 1970 سياسة التأميم التي صادر بموجبها ممتلكات للأقباط، ومنذ أن أعلن الرئيس السوداني السابق جعفر نميري تطبيق قوانين الشريعة الإسلامية عام 1983، أصاب التخريب بنية الحياة المدنية السلمية المبنية على التعايش بين الثقافات والأعراق والديانات. وشعر الأقباط بالتهديد الكافي للانضمام إلى الحملة ضد القوانين الجديدة. قلل نظان نميري من مكانة الأقباط كشهود في المحكمة وألغى البيع القانوني للكحول، مما أثر على وضع الأقباط بصفتهم تجاراً غير مسلمين. بعد الإطاحة بجعفر نميري، شجع القادة الأقباط دعم مرشح علماني في انتخابات عام 1986. عندما استولت الجبهة الإسلامية الوطنية على السلطة في عام 1989، عاد التمييز بشكل جدي. وأتمّ هذا الشرخ بين السودانيين خلال حكم عمر البشير، الذي لا يعترف بالتعددية. في يوم 16 مايو عام 1983، وقع رجال الدين من الكنائس الأنجليكانية والكاثوليكية على إعلان أنهم لن يتخلوا عن الله تحت تهديد قانون الشريعة الإسلامية. نمت الاضطهادات الموجهه ضد المسيحيين خصوصًا بعد عام 1985، حيث تم قتل القساوسة وقادة الكنيسة، وتدمير القرى المسيحية، وكذلك الكنائس والمستشفيات والمدارس المسيحية، وتم تفجير عدد من الكنائس خلا قداديس يوم الأحد. على الرغم من الاضطهادات، زادت أعداد المسيحيين السودانيين من 1.6 مليون نسمة في عام 1980 إلى 11 مليونًا في عام 2010. أثناء الحرب الأهلية السودانية الثانية حصلت أشكال من العبودية. تشير التقديرات إلى اختطاف حوالي 14,000 إلى 200,000 شخص من النساء والأطفال من عرقية الدينكا.

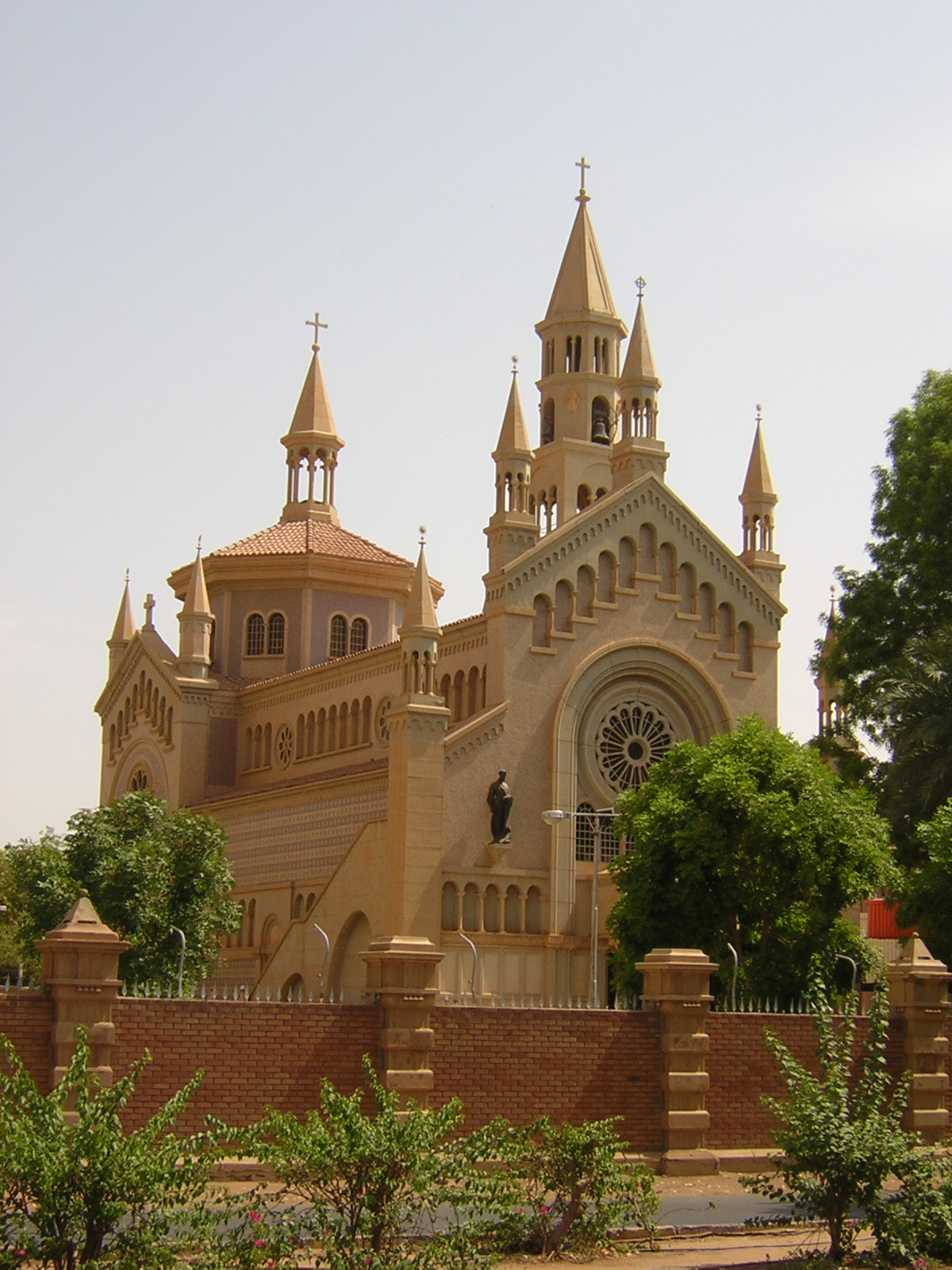
كاتدرائية القديس متى الكاثوليكيَّة في الخرطوم.

في عام 2011 صوت سكان جنوب السودان ذات الغالبية المسيحية لصالح الانفصال عن الشمال، وقد استؤنفت اضطهادات المسيحيين في شمال السودان. تم الحكم بالإعدام في السودان على مريم يحيى إبراهيم إسحاق بسبب الادعاء بأنها من والد مسلم وأنها تعتنقت المسيحية وارتباطها برجل غير مسلم، شغلت قضيتها الرأي العام في العالم، لما رأوا أنه ظلم بحقها، حيث أن والدها لم يقم بتربيتها وتربت على يد أمها المسيحية، وأنها حوكمت وهي حامل بطفل، أفرج عنها بعد مطالبات وضغط خارجي على حكومة السودان للإفراج في سنة 2014، وثم قررت أن تلجأ سياسياً مع زوجها الذي يحمل الجواز إلى الولايات المتحدة.
مع انفصال جنوب السودان في عام 2012 أصبحت نسبة المسلمين حوالي 90.7% من سكان السودان. هناك تقارير متضاربة حول المعتقدات الدينيّة في جنوب السودان، على الرغم من هذا التضارب في التقارير الإحصائيّة تتفق هذه التقارير على أن الأديان الثلاثة الرئيسية في جنوب السودان هي الديانات الأفريقية التقليدية والمسيحية والإسلام. بين المسيحيين هناك حضور كبير لأتباع الكنيسة الرومانية الكاثوليكية. ويُقدّر مركز بيو للأبحاث حول الدين والحياة العامة في ديسمبر 2012 أنه في عام 2010 كان هناك ستة مليون مسيحي في جنوب السودان (60.46%)، وثلاثة مليون من معتنقي الديانات الأفريقية التقليدية (32.9%)، وحوالي 610,000 من المسلمين (6.2%) وحوالي 50,000 من غير المنتسبين إلى ديانة (لا توجد معلومات حول ديانتهم) من مجموع 9,940,000 شخص في جنوب السودان.
تعرض المسيحيون خلال حقبة عمر البشير إلى التمييز والتهميش، ولم يكن سهلا الحصول على ترخيص لبناء كنيسة مسيحية، وقامت السلطات السودانية بالتضييق على عمل الكنائس والجمعيات الخيرية المسيحية خوفاً من دعمها لاستقلال جنوب السودان. وفرضت الدولة في عهد الرئيس البشير الثقافة الإسلامية التامة في المدارس وأماكن العمل، وتم طرد بعض الجمعيات الخيرية الأجنبية التي تساعد مسيحيي السودان في خطوة اتخذت منحى تصعيدياً في أعقاب انفصال الجنوب ذي الغالبية المسيحية عام 2011. أدت الاحتجاجات السودانية 2018 إلى 2019 إلى سقوط نظام عمر البشير. وفي مايو عام 2019 أعلن المجلس العسكري الانتقالي أن حكم الشريعة الإسلامية سيستمر، وفي أغسطس عام 2019 اختيرت رجاء نيقولا عبد المسيح عضوة بالمجلس السيادي الجديد، وكان شمول المجلس الحالي القبطية رجاء نيقولا عبد المسيح من شمال السودان، سابقة في تاريخ البلاد.

## الطوائف المسيحية

### الكنيسة الأرثوذكسية المشرقية

#### الكنيسة القبطية الأرثوذكسية

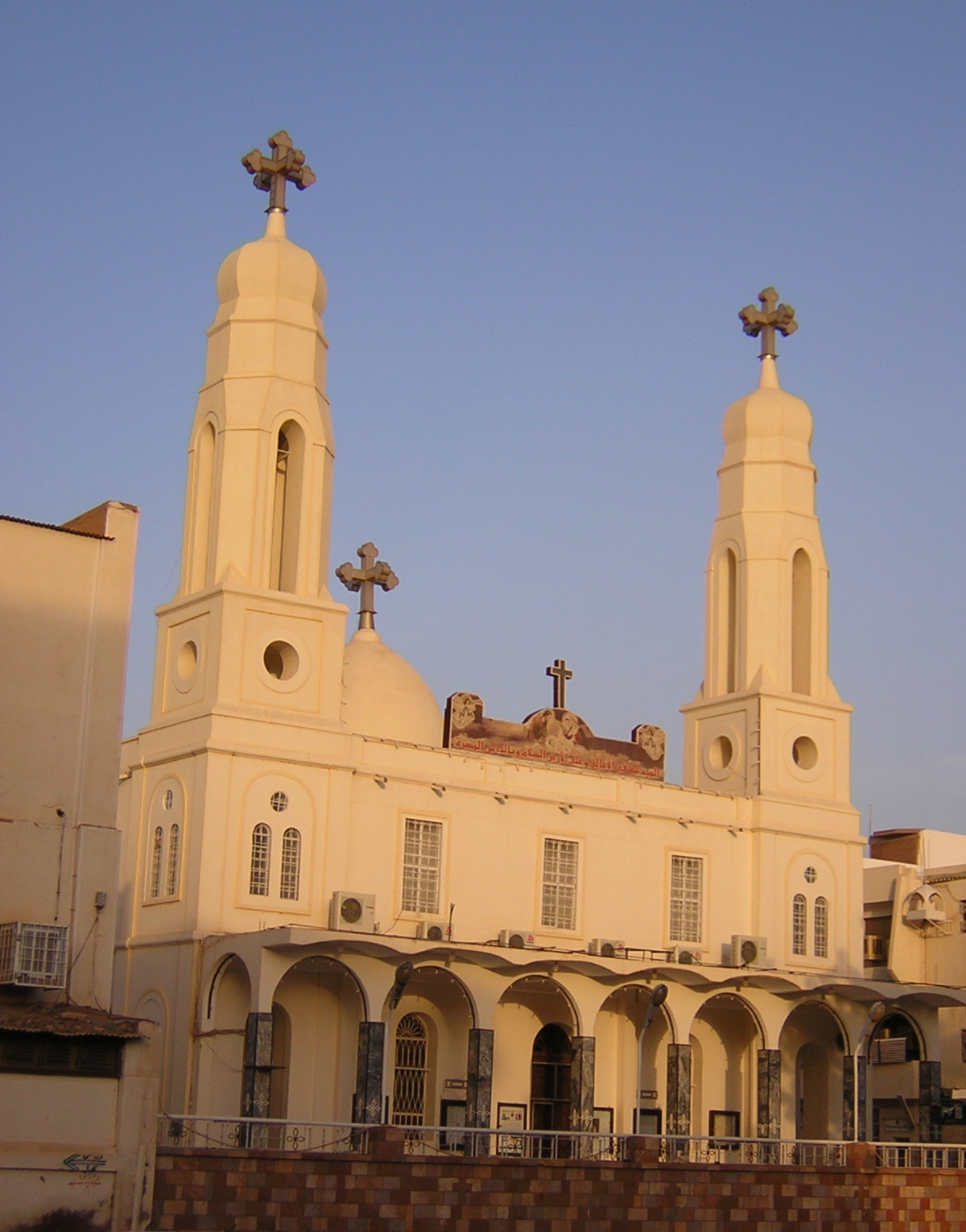
كاتدرائية السيدة العذراء القبطيَّة في الخرطوم.

تأثير الكنيسة القبطية الأرثوذكسية لا تزال موجودة بشكل هامشي في السودان، مع مئات الآلاف من الأتباع المتبقيين. في عام 2011، انفصلت المناطق ذات الأغلبية المسيحية في جنوب السودان لتشكيل دولة جديدة. يتعرض المسيحيين في جبال النوبة، وهي منطقة تحوي أغلب الثروة المعدنية في البلاد، للإضطهاد. وقد وصفت العمليات العسكرية والحكومية السودانية ضد شعب النوبة بالتطهير العرقي. وصلت أعدداهم في السابق إلى 500,000 نسمة، أو ما يزيد قليلاً عن 1% من السكان السودانيين. وبسبب مستوى تعليمهم المتقدم، كان لهم دور بارز في الحياة الحياة الاجتماعية والثفافية في الدولة. ولقد واجهوا أحيانًا الاعتناق القسري إلى الإسلام، مما أدى إلى هجرتهم وانخفاض عددهم. وبينما تحجم العديد من المنظمات المسيحية عن التسجيل لدى الحكومة خوفًا من التدخل، اختار الأقباط تسجيل كنيستهم، وهي معفاة من ضريبة الأملاك.
لعب الأقباط دوراً سياسياً وثقافياً واجتماعياً وتعليمياً في تاريخ السودان الحديث، إذ أنشأوا أول مدرسة أهلية للبنات عام 1902، ثم المكتبة القبطية في 1908، وهي حافلة بأهم الكتب التاريخية، والمخطوطات، وكانت تقام فيها المسرحيات والندوات. مساهمة الاقباط في الحياة السياسية في السودان واضحة وجلية، تولى الأقباط عادة وظائف الصرافة والحسابات والبنوك. عمل عدد بلا حصر داخل الخدمة المدنية وفي هيئة السكك الحديدية، وفي التجارة والطب. ونجح أقباط السودان في مجال الصناعة والتجارة بالعاصمة الخرطوم ومدن أخرى، مثل الأبيض وود مدني وشندي، وارتبطت مجموعات صناعية وتجارية كبرى بالأقباط والمسيحيين الأرثوذكس، مثل حجار وأيلي وبيطار.
لا يوجد اختلافات ثقافيّة كبرى بين الأقباط والمحيط السوداني العام، بعض الاختلافات تنشأ من الفروق الدينية، ففي المناسبات الاجتماعية التي يكون المشاركون فيها من مسيحيين غالبًا ما تقدم مشروبات كحولية على خلاف ما هو سائد لدى أغلب المجتمعات العربيّة لكون الشريعة الإسلامية تحرّم مثل هذه المشروبات. تأثر المطبخ السوداني بالأطعمة المصرية، حيث أخذ الفول والكُشري من أقباط مصر فأصبحت هذه الأطباق شائعة بين معتنقي الديانة المسيحية، وبالأخص من هم على صلة قرابة بمسيحيي مصر.
يختتن الغالبية الساحقة من أقباط السودان من الذكور، حيث تفرض الكنيسة القبطية الأرثوذكسية شريعة الختان على الذكور وتعطيه بُعد ديني. وفقًا للتقاليد المسيحية الشرقية يتم ختان الأطفال من الذكور بعد ثمانية أيام من ولادتهم، أو قبل طقس المعمودية.
ومن ناحية ثانية فإن المسيحيين المصريين يستخدمون لفظ الجلالة «الله» للإشارة إلى الإله الذي يعبدونه، علمًا أن لفظ الجلالة المذكور قادم من الثقافة الإسلامية ولا مقابل لدى مسيحيي العالم الآخرين، باستثناء مالطا، حيث يستخدم مسيحيو الجزيرة لفظ الجلالة أيضًا.

#### الكنيسة الأرمنية الأرثوذكسية

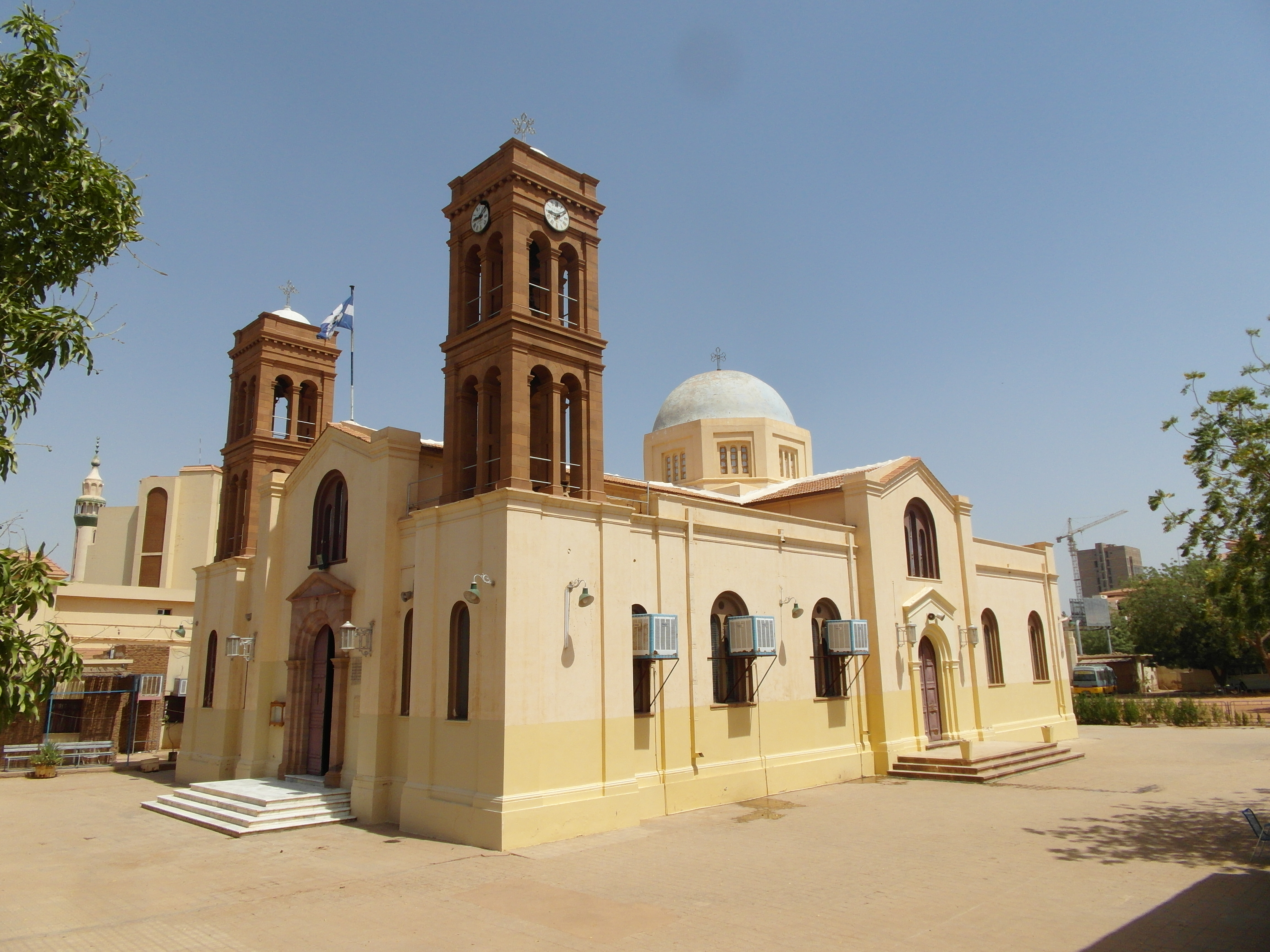
الكنيسة الأرثوذكسية في الخرطوم.

هناك حضور صغير من الأرمن في السودان يتكون من حوالي خمسين فردًا، ويتبع أغلبيتهم كنيسة الأرمن الأرثوذكس ويعمل الكثير منهم كتجار وأطباء ومهندسين، ويملك المجتمع الأرمني المحلي كنيسة وهي كنيسة القديس غريغوري المنير.

### الكاثوليكية
في 2011 قبيل انفصال جنوب السودان كان هناك ما يقرب من 1.1 مليون من الكاثوليك في السودان، الغالبية العظمى منهم كان من سكان الجنوب. وتضم السودان تسعة أبرشيات وخمسة كاتدرائيات. وتعتبر جوزفين بخيتة أول سودانية يتم إعلان قداستها في الكنيسة الكاثوليكية، وقد تم ذلك بتاريخ 1 أكتوبر عام 2000. وتدير الكنيسة الرومانية الكاثوليكية شبكة واسعة من المدارس تعتبر من مدارس النخبة أبرزها مدارس كومبوني التي أسسها الراهب كمبوني.

### البروتستانتية
وفقًا لدراسة المؤمنون في المسيح من خلفية مسلمة: إحصاء عالمي وهي دراسة أجريت من قبل جامعة سانت ماري الأمريكيّة في تكساس سنة 2015 وجدت أن عدد المسلمين السودانيين المتحولين للديانة المسيحية يبلغ حوالي 30,000 شخص؛ تحول معظمهم إلى المذهب الإنجيلي.